# Dragica Đurić
Dragica Đurić   (Šabac, 26 de març de 1963) és una ex-jugadora d'handbol sèrbia que va competir sota bandera de Iugoslàvia durant la dècada de 1980.
El 1984 va prendre part en els Jocs Olímpics de Los Angeles, on guanyà la medalla d'or en la competició d'handbol. Quatre anys més tard, als Jocs de Seül, fou quarta en la mateixa competició.
En el seu palmarès també destaca una medalla de plata al Campionat del món d'handbol de 1990.
Un cop retirada passà a exercit tasques d'entrenadora.